# レイチェル・ゴスウェル
レイチェル・ゴスウェル（Rachel Ann Goswell, 1971年5月16日 - ）はイギリスのシンガー・ソングライター兼ミュージシャン。1989年に結成されたシューゲイズ・バンド、スロウダイブのヴォーカル及びギタリストとして知られる。スロウダイブがよりカントリー、フォークロックスタイルへ移行したとき、ゴスウェルはニール・ハルステッド、イアン・マカッチョン、元チャプターハウスのサイモン・ロウとモハーヴィ3を結成した。2004年に4AD Recordsからソロアルバム「Waves Are Universal」をリリースした。 

## 生い立ち
イングランド南部の町フェアラムで生まれる。出生後に一家はウェールズへ移り、7歳のときにバークシャー州レディングへ転居すると、彼女は以後の若年期をそこで過ごした。彼女は2人の子供のうち2人目で、1人の兄がいる。
彼女の父親は7歳からフォークギターの歌を教え、10歳からクラシックギターと音楽理論の勉強を始めた。ゴスウェルは幼少期の友人であるニール・ハルステッドとクラシックギターのレッスンを受け、1989年にスロウダイヴを結成した。彼女の音楽的影響については、ジョニ・ミッチェル、イギー・ポップ、ニック・ケイブも彼女のお気に入りのミュージシャンだったと語っている。

## キャリア

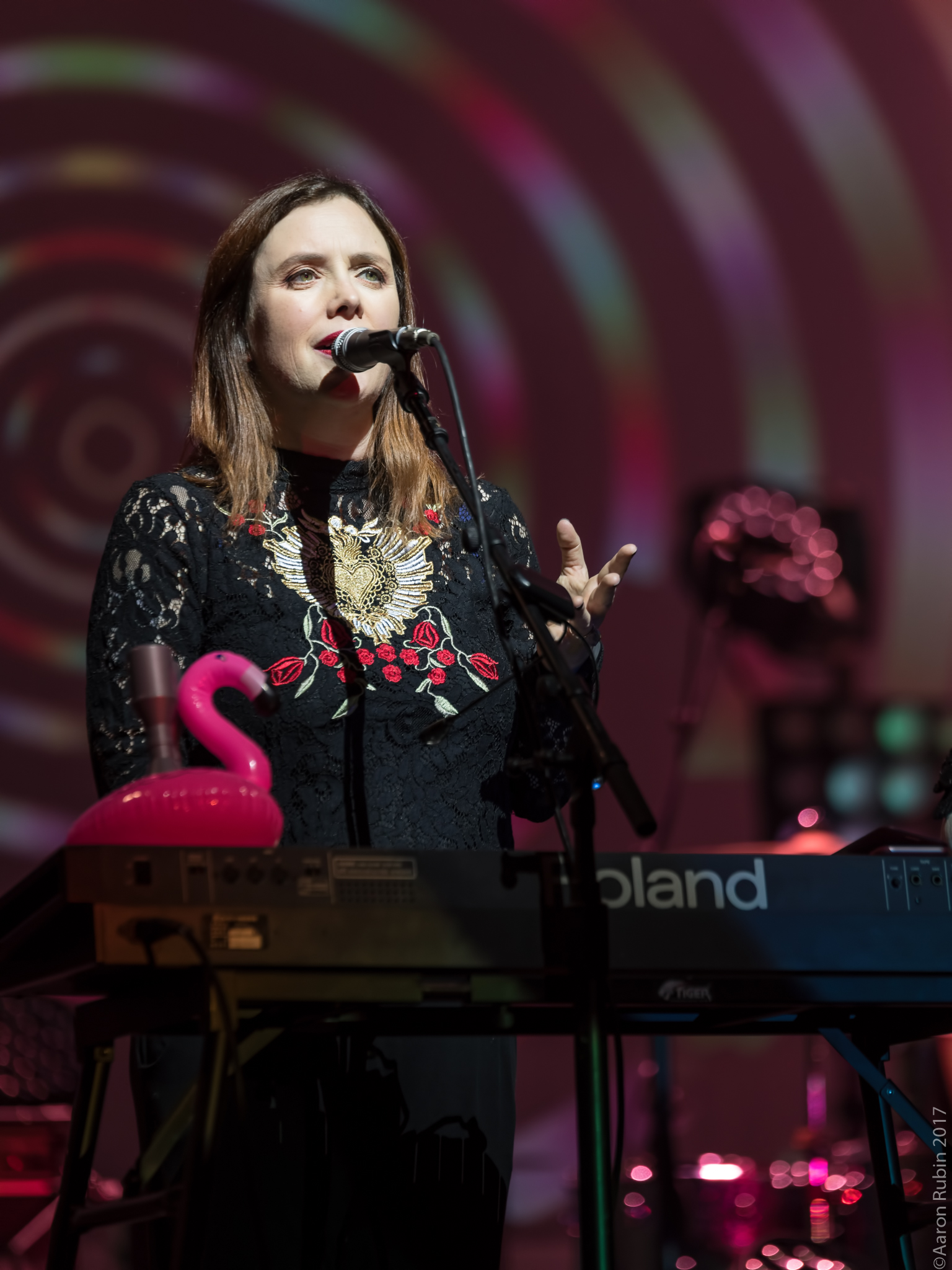
2017年カリフォルニア州オークランドのフォックスシアターでスロウダイブとゴスウェル

ゴスウェルは、レディングでいくつかのカバーバンドで演奏した後に、インディーロックバンドThe Pumpkin Fairiesをネイル・ハルステッド、Adrien SellとNick Chaplinとで1988年に結成した。The Pumpkin Fairiesが1989年に解散したとき、同年に同じメンバーがスロウダイヴを結成した。ゴスウェルはバンドが解散する1995年までスロウダイヴのメンバーだった。バンドの解散後、ゴスウェルとハルステッドはスロウダイヴの分派であるモハーヴィ3を結成した。このグループはスロウダイヴのシューゲイズサウンドとは対照的に、よりフォークロックよりのサウンドを追求していた。彼らは5本のアルバムリリースし、2006年のアルバム パズルス・ライク・ユー を最後に活動を休止した。
2004年に、ゴスウェルは共作者のジョー・ライトとプロデューサーのデビッド・ノートンとのソロレコーディングをリリースした。モハーヴィ3がSpoon and Rafterをリリースしてから9か月後、ゴスウェルはThe Sleep Shelter EPをリリースした。彼女の最初のフルレングスのレコーディングであるWaves Are Universal は、1か月後にリリースされた。ウェブマガジンであるTiny Mix Tapes は、時折「アダルト・コンテンポラリーを率直に反発する世界」に向かっているにもかかわらず、このレコードを「繊細でよく考えられた」と表現し、Pitchfork Mediaは、アルバムが「暖かく、そして夏らしい...あまりエキサイティングではないにしても、心地よい」と考察した。Stylus Magazineは、Waves Are Universalを、「ゴスウェルの前作のファンとそうでないの両方にアピールできる堅実なアルバム」であると述べている。 
2005年2月、「Coastline」/「Plucked」というタイトルの限定版リミックス12 "（ダウンロードも可能）が発行され、The Earlies とUlrich Schnauss.の2つのミックスが収録されている。
2014年、スロウダイヴはゴスウェルと共にギグのために活動を再開し、インタビューで彼らが新しい音源に取り組むことを宣言した。 
バンドはツアーを続け、 2016年、ゴスウェルはStuart Braithwaite、Justin Lockey 、ジェームスロッキーと、Minor Victoriesを結成した。彼らのセルフタイトルでのデビュー作は2016年にFat Possum Recordsからリリースされた。

## 私生活
ゴスウェルは1994年から2000年までAir Cubaのクリストファー・アンドリュースと結婚していた。
ゴスウェルは、2006年に発生した迷宮炎（ウイルス感染）の結果、部分的に耳が聞こえなくなってしまう。これにより、片耳に慢性的な耳鳴りが残り、1年間理学療法を必要とする必要があった。その結果、ゴスウェルはモハーヴィ3でのバンド活動及びツアーを停止する必要があった。
2010年、ゴスウェルはCHARGE症候群の息子ジェシーを出産した。ジェシーは重度の聴覚障害があり、深刻な心臓病を患っており、生後5か月で開心術を受けた。ゴスウェルはイギリス手話を学んでおり、聴覚障害児の親が手話を自由に学べる権利について声を上げている。2013年10月、イギリス議会においてNDCS (National Deaf Children's Society) の主導する討論が行われ、レイチェルとジェシーの両方が言及された。

## 使用器材
レイチェル・ゴスウェルの1993年のスロウダイブのギターリグは、フェンダー'72テレキャスターシンライン、BOSS OD-2ターボオーバードライブ、ヤマハFX-500マルチエフェクター、RolandJC-77ジャスコーラス2x10コンボアンプで構成される。 
2014年のスロウダイヴの再結成以降、レイチェル・ゴスウェルのツアーでのメインギターはCustom77 The Roxy –Hollowbodyを使用している。

## ディスコグラフィー
スロウダイヴ
- Just for a Day (1991)
- Souvlaki (1993)
- Pygmalion (1995)
- Slowdive (2017)

モハーヴィ3
- Ask Me Tomorrow (1995)
- Out of Tune (1998)
- Excuses for Travellers (2000)
- Spoon and Rafter (2003)
- Puzzles Like You (2006)

Minor Victories
- Minor Victories (2016)

The Soft Cavalry
- The Soft Cavalry (2019)

Rachel Goswell
- The Sleep Shelter EP (17 May 2004) 4AD BAD 2402
- Waves Are Universal (14 June 2004) 4AD CAD 2414
- "Coastline"/"Plucked" single (14 February 2005) 4AD TAD 2501